# 鍋がやかんを黒いと言う

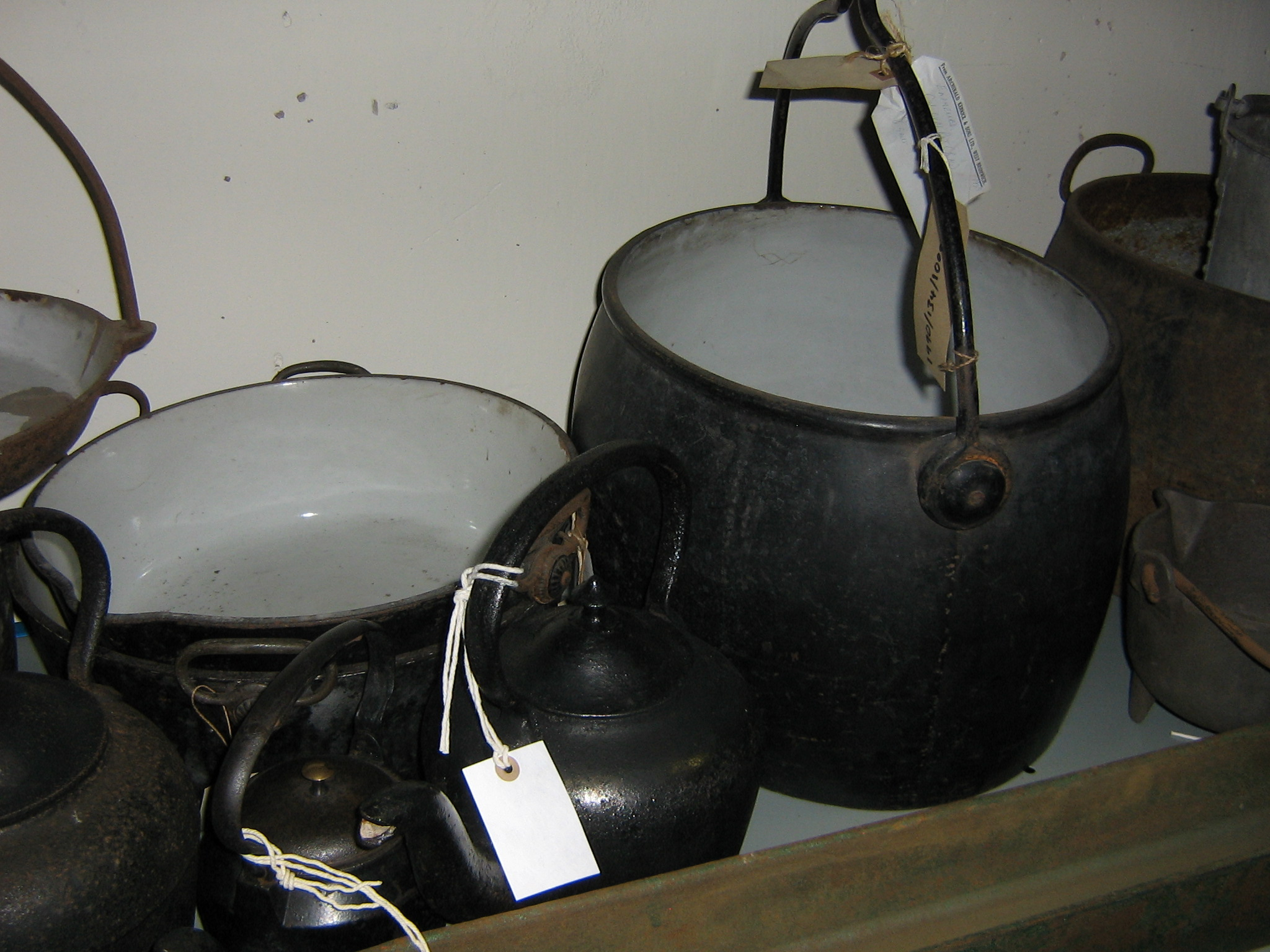
黒い鍋とやかん。

「鍋がやかんを黒いと言う」（なべがやかんをくろいという、英語: The pot calling the kettle black）は、おそらくはスペイン語に起源があると考えられている、ことわざ的なイディオム（慣用表現）で、英語では17世紀前半から用いられている。その初出とされる用例は、ある罪状で他人を告発していた人物が、まさにその罪状で自ら有罪となったという文脈で用いられており、心理学における投影の事例となっている。
英語圏などのインターネットスラングでは、自分のことを棚に上げて他者を論難する行為を指して、この言い回しを踏まえてPKBと表記することがよくある。「目糞鼻糞を笑う」または「五十歩百歩」(『孟子』)。

## 起源

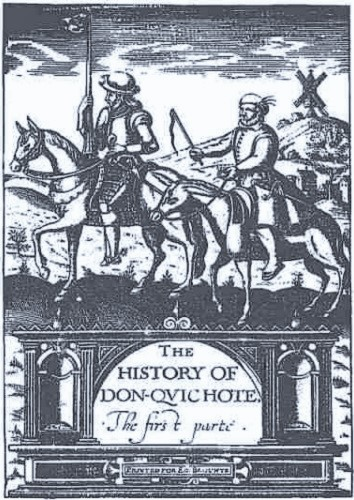
トーマス・シェルトンが1620年に翻訳した『ドン・キホーテ』の表紙。

英語におけるこのイディオムの初出は、トーマス・シェルトンが1620年に翻訳したスペイン語の小説『ドン・キホーテ』の英訳であった。主人公ドン・キホーテは、従者サンチョ・パンサの批判に晒されて徐々に進むのが遅くなって行くが、サンチョに対して「お前はフライパンがやかんに『進め、黒眉毛野郎』と言ってるようなもんだ (You are like what is said that the frying-pan said to the kettle, 'Avant, black-browes')」と言う。この箇所のスペイン語原文は「Dijo la sartén a la caldera, Quítate allá ojinegra」（「フライパンは鍋に、出てこい、そこの目を黒くしている（目のふちが黒あざになっている）奴と言った」となっている。このテキスト中で、この表現は、自分が抱えている欠点と同じ欠点について他人を批判する人物に対して言い返すときの常套句/ことわざ (refrán) とされている。表現がやや異なるバリエーションもいくつかあり、フライパンが鍋を「黒い尻 (culinegra)」と呼ぶこともあるが、これはフライパンも鍋も調理のために火にかけられて黒く汚れることを踏まえている。
このバージョンは、イングランドですぐに記録されるようになり、1639年にジョン・クラーク (John Clarke) がまとめたことわざ集『Paroemiologia Anglo-Latina』にも「The pot calls the pan burnt-arse（鍋がフライパンを、焼けた尻と呼ぶ）」が記載されている。現代の言い回しにより近いものは、ウィリアム・ペンが編纂した1682年の『Some Fruits of Solitude in Reflections and Maxims』に見える。
もしあなたが自ら特有の弱点を克服していないなら、他の人たちにある弱点を持っていないとしても、有徳であるという資格はない。強欲者が放蕩を、無神論者が偶像崇拝を、独裁者が反乱を、嘘つきが偽造を、また、呑んだくれが暴飲を非難するのは、鍋がやかんを黒いと言うに等しい。

"If thou hast not conquer'd thy self in that which is thy own particular Weakness, thou hast no Title to Virtue, tho' thou art free of other Men's. For a Covetous Man to inveigh against Prodigality, an Atheist against Idolatry, a Tyrant against Rebellion, or a Lyer against Forgery, and a Drunkard against Intemperance, is for the Pot to call the Kettle black."
この部分での挙例は、最後の飲酒の例を別にすれば、批判する者と告発される者の行動は厳密に一致しているわけでもない。
これとは別の近代における解釈は、元々のものから大きく隔たったもので、鍋は火にかけられるため煤けているが、やかんは石炭の上に置かれるだけなのでピカピカであり、鍋がやかんを黒いと告発するのは自分の煤けた姿がやかんに映ったのを見てのことであり、ポットが告発しているやかんの難点は、実は鍋だけが抱えているものであって、両者が共有しているものではないとする。このような論点は、1876年に刊行された初期の『セント・ニコラス・マガジン (St. Nicholas Magazine)』誌に掲載された、無署名の詩にも現れる。
| 「 | 「おおっ」と鍋がやかんに言った 「お前は汚くて醜くくて真っ黒だな! 誰もお前が金属だとは思わないぜ ヒビでも入らないかぎりはな」 「そうじゃない! そうじゃない!」やかんは鍋に言った 「これはお前自身の汚れた姿が見えているのさ 俺が綺麗で - 傷も汚れもないから - お前の黒い姿が鏡のように映ってるのさ。」 | 」 |

| 「 | "Oho!" said the pot to the kettle; "You are dirty and ugly and black! Sure no one would think you were metal, Except when you're given a crack." "Not so! not so!" kettle said to the pot; "'Tis your own dirty image you see; For I am so clean – without blemish or blot – That your blackness is mirrored in me." | 」 |

## 古代における同種の表現

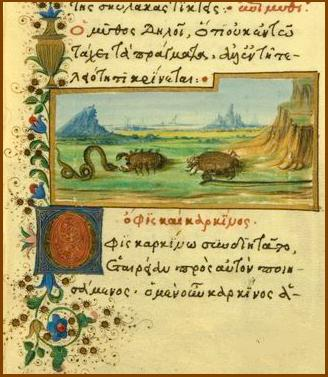
1470年代のメディチ家の写本に描かれた「蛇と蟹」の寓話。

- 古代ギリシアでは、蛇と蟹（英語版）がほぼ同じことを意味しており、そこでは批判者が、自らもしている振る舞いを他人がしているとして告発する。その初出は、スコーリオン（英語版）と呼ばれる酒飲み歌のひとつで、紀元前6世紀末か紀元前5世紀初頭に遡る[9]。この寓話は、アイソーポスが作ったとされるいわゆる「イソップ寓話」のひとつであり、母蟹がその子蟹にまっすぐ歩きなさいと言ったところ、子蟹がどうすればできるかお手本を見せてと返した、というものである[10]。
- 紀元前500年ころにアラム語で書かれた「アヒカル物語（英語版）」では同じ話が表現を変えて語られている。「キイチゴの木がザクロの木のもとへ行き、「何でお前は自分の実に触ろうとする者を棘でひどく刺しているんだ?」と言った。ザクロの木はキイチゴに答えて「お前は触ろうとする者にとってはトゲだらけじゃないか」と言った。」[11]。
- マタイによる福音書第7章3節から5節には、山上の垂訓の中で、自らの過ちよりも小さな過ちを犯した者を批判することを諌めた、「なぜ、兄弟の目にあるちりを見ながら、自分の目にある梁を認めないのか」という言葉がある。（ちりと梁）